# Hammersmith & City line
Hammersmith & City Line é uma linha do Metropolitano de Londres que corre entre Hammersmith e Barking. Colorida rosa salmão no mapa do metropolitano, ela serve 29 estações em 25.5 quilômetros. Corre abaixo do solo na seção central entre Paddington e Bow Road; entre Farringdon e Aldgate East contorna a Cidade de Londres, o coração financeiro da capital. Os túneis ficam apenas abaixo da superfície e são de um tamanho semelhante aos das linhas ferroviárias principais britânicas. A maior parte dos trilhos e todas as estações são compartilhados com as linhas District, Circle ou Metropolitan, as outras partes da ferrovia sob a superfície do Metrô de Londres, e mais de 114 milhões de viagens de passageiros são feitas anualmente nesta linha e na linha Circle.
Em 1863, a Metropolitan Railway iniciou o primeiro serviço ferroviário subterrâneo do mundo entre Paddington e Farringdon com carruagens de madeira e locomotivas a vapor. No ano seguinte, uma estrada de ferro a oeste de Paddington a Hammersmith foi aberta e este logo foi operada e controlada juntamente com as ferrovias Metropolitan e Great Western Railway. A linha foi depois estendida para leste, em estágios, alcançando a East London Railway em 1884. A linha foi eletrificada em 1906, e, em 1936, depois que a Metropolitan Railway tinha sido absorvida pelo London Passenger Transport Board , alguns trens Hammersmith & City foram estendidas sobre a antiga linha da District Railway para Barking. A rota Hammersmith & City foi mostrada no mapa do metrô como parte da linha Metropolitan até 1990, desde quando apareceu como uma linha separada.
Os sistemas de trilhos e sinalização estão sendo atualizados, e os trens antigos C Stock de 6 carros foram substituídos por novos trens S Stock de 7 carros em um programa para aumentar a capacidade em 65 por cento até 2019.
A linha corre paralela à Great Western Main Line entre Paddington e Westbourne Park, e paralela à London, Tilbury and Southend Railway entre West Ham e Barking.

## Estações

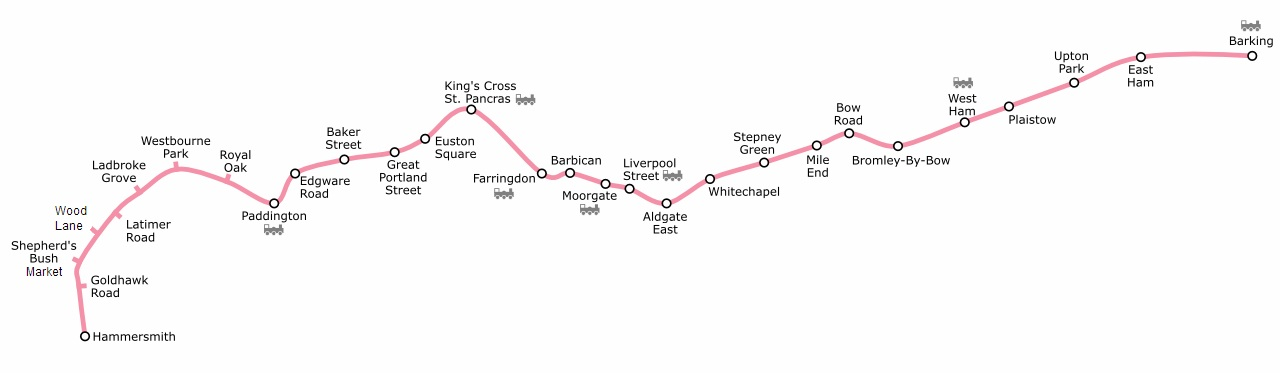

- Hammersmith
- Goldhawk Road
- Shepherd's Bush Market
- Wood Lane
- Latimer Road
- Ladbroke Grove
- Westbourne Park
- Royal Oak
- Paddington
- Edgware Road
- Baker Street
- Great Portland Street
- Euston Square
- King's Cross St. Pancras
- Farringdon
- Barbican
- Moorgate
- Liverpool Street
- Aldgate East
- Whitechapel
- Stepney Green
- Mile End
- Bow Road
- Bromley-by-Bow
- West Ham
- Plaistow
- Upton Park
- East Ham
- Barking